# 形态测量学

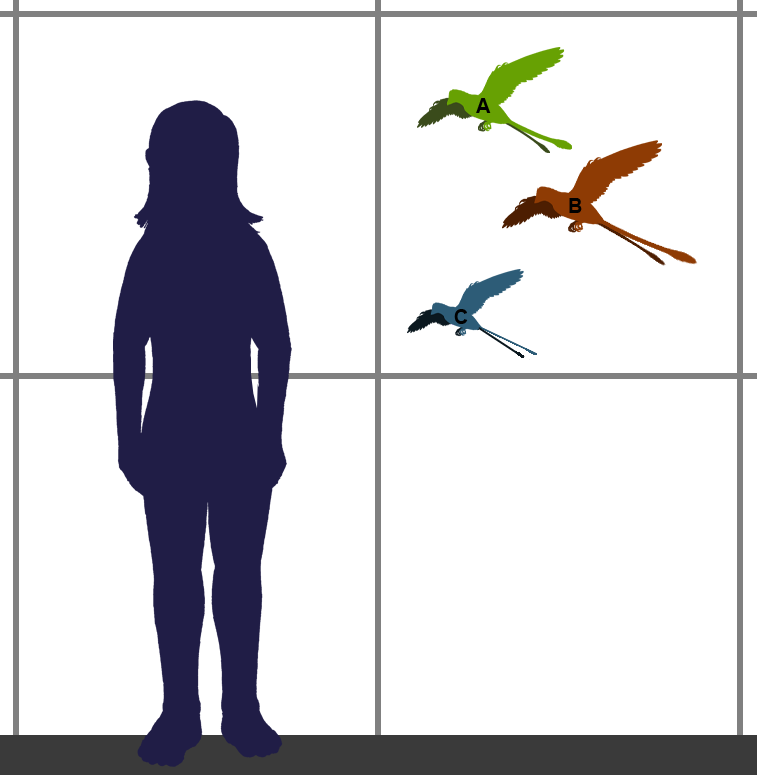
孔子鸟科已灭绝鸟类的大小与人类（高为1.75米）的比较。图中A为长城鸟属，B为孔子鸟属，C为始孔子鸟属。

对花鳞鱼齿状突起轮廓的主成分分析

形态测量学（英語：morphometrics）是指对大小、形状等形态（form）的定量分析，其名称源于希腊语的μορϕή（morphe，意为“形态”）与-μετρία（metria，意为“测量”）。形态测量学在对生物体的分析中十分常用，可用于分析化石记录、变异对形状的影响、形态的发育变化、不同生态因素与形状之间的协方差，以及估计形状的数量遗传参数等。形态测量分析能量化性状的演化重要度，并通过测量形态的变化来研究其个体发生学、功能或演化关系。形态测量学的一个主要目标是从统计学上检验不同因素对形状影响的假说。
形态测量学的方法主要包括传统形态测量方法、基于地标点（landmark）的几何形态测量学方法以及基于轮廓的形态测量学方法。